# Бенг Ким, Юлиан Леов
Юлиан Леов Бенг Ким (3 января 1964 год, Серембан, Малайзия) — католический прелат, архиепископ Куала-Лумпyра с 3 июля 2014 года.

## Биография
Родился 3 января 1964 года в городе Серембан, Малайзия. После получения среднего образования обучался в университете Нового Южного Уэльса в Сиднее, где получил диплом бакалавра в области бухгалтерского учёта. Затем работал в Сиднее, Куала-Лумпуре и Сингапуре. Окончил католическую семинарию в Пенанге. 20 апреля 2002 года был рукоположён в священники.
Служебная карьера
- 2002—2004 — викарий в приходе Посещения Пресвятой Девы Марии в Серембане
- 2004 по 2007 — настоятель прихода Святого Семейства в Каянге
- 2007—2010 — изучение истории Церкви в Григорианском университете в Риме
- 2010—2014 — преподаватель и декан католической Высшей духовной семинарии в Пенанге

3 июля 2014 года Римский папа Франциск назначил его архиепископом Куала-Лумпура. 6 октября 2014 года состоялось рукоположение в епископы, которое совершил архиепископ Кучинга Джон Ха Тионг Хок в сослужении с архиепископом-эмеритом Куала-Лумпура Мёрфи Николасом Ксавьером Пакиамом и архиепископом-эмеритом Куала-Лумпура Антонием Сотером Фернандесом.